# Super Mario Galaxy 2
Super Mario Galaxy (japonsky スーパーマリオギャラクシー2) je japonská videohra pro Wii z roku 2010. Je to sequel hry Super Mario Galaxy z roku 2007. Navazuje na herní sérii Super Mario. Příběh hry sleduje italského instalatéra Maria, který cestuje vesmírem za pomocí hvězd, které sbírá v jednotlivých galaxiích. Jeho cílem je záchrana princezny Peach.
Vývojáři měli původně v plánu vydat vylepšenou verzi hry Super Mario Galaxy pod názvem Super Mario Galaxy More, později ale bylo rozhodnuta vydat samostatný sequel který přidává nová vylepšení a nové funkce (například Yoshiho).
Po vydání byla hra velmi pozitivně hodnocena kritiky, především za mnohá vylepšení oproti prvnímu dílu, i když někteří kritici kritizovali vyšší obtížnost oproti prvnímu dílu. Přesto je to jedna z nejlépe hodnocených videoher vůbec. Je to třináctá nejprodávanější hra pro Wii. Získala také mnoho ocenění.
Soundtrack ke hře složili Mahito Jokota a Kodži Kondo, kteří během nahrávání soudntracku využívali orchestr.

## Hratelnost
Super Mario Galaxy 2 je akční adventura navazující na herní sérii Super Mario. Hráč může hrát za italské instalatéry Maria nebo Luigiho, jejichž cílem je zachránit princeznu Peach ze zajetí draka Bowsera a posbírat 242 hvězd. Levely se skládají z tzv. galaxií, které se skládají z malých planet a světů, které pracují s různými variantami gravitace. Hra se ovládá ovládačem Wii Remote spojeným s Nunchukem.

## Galerie

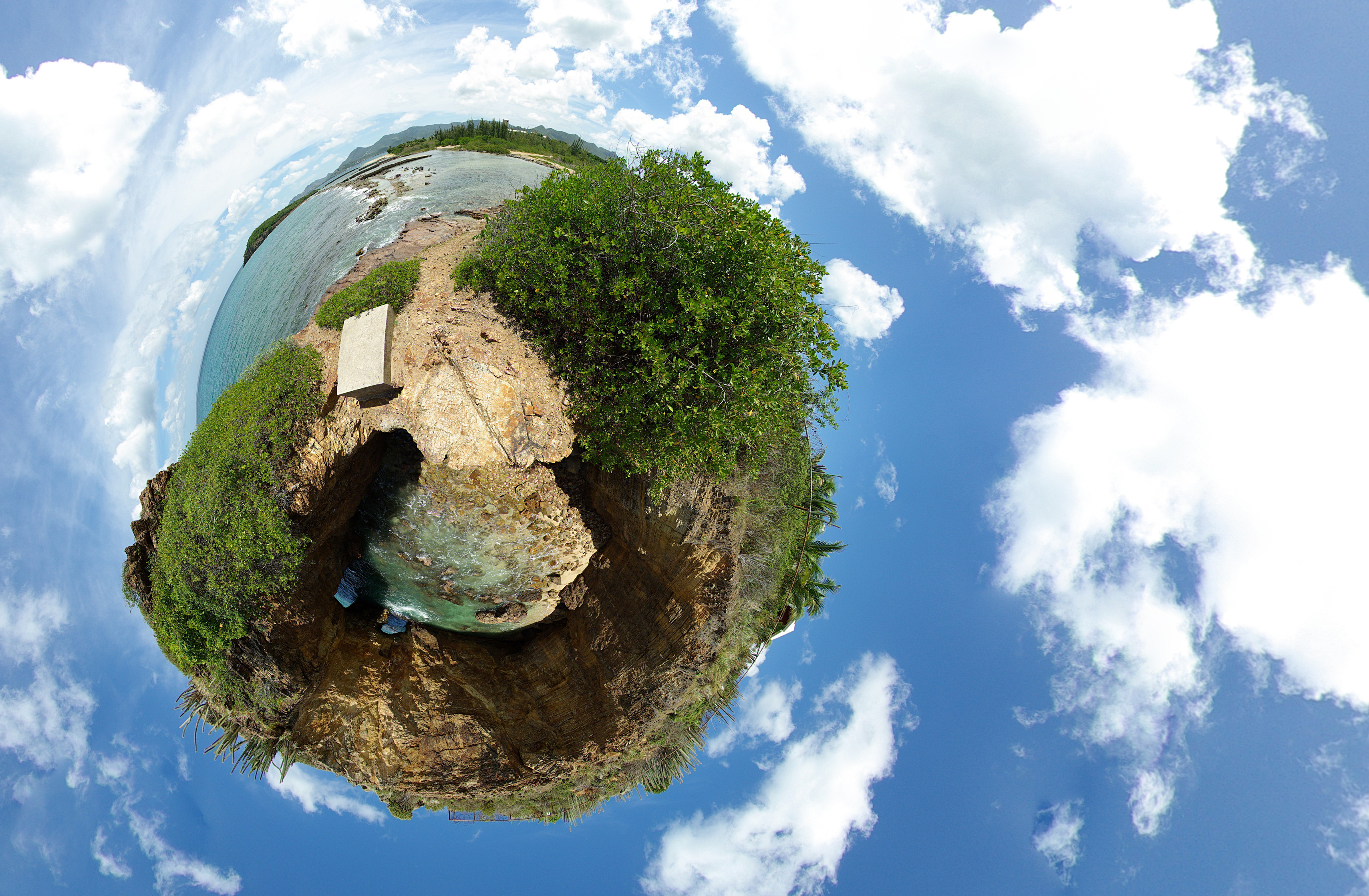
Vizualizace planety ze Super Mario Galaxy 2
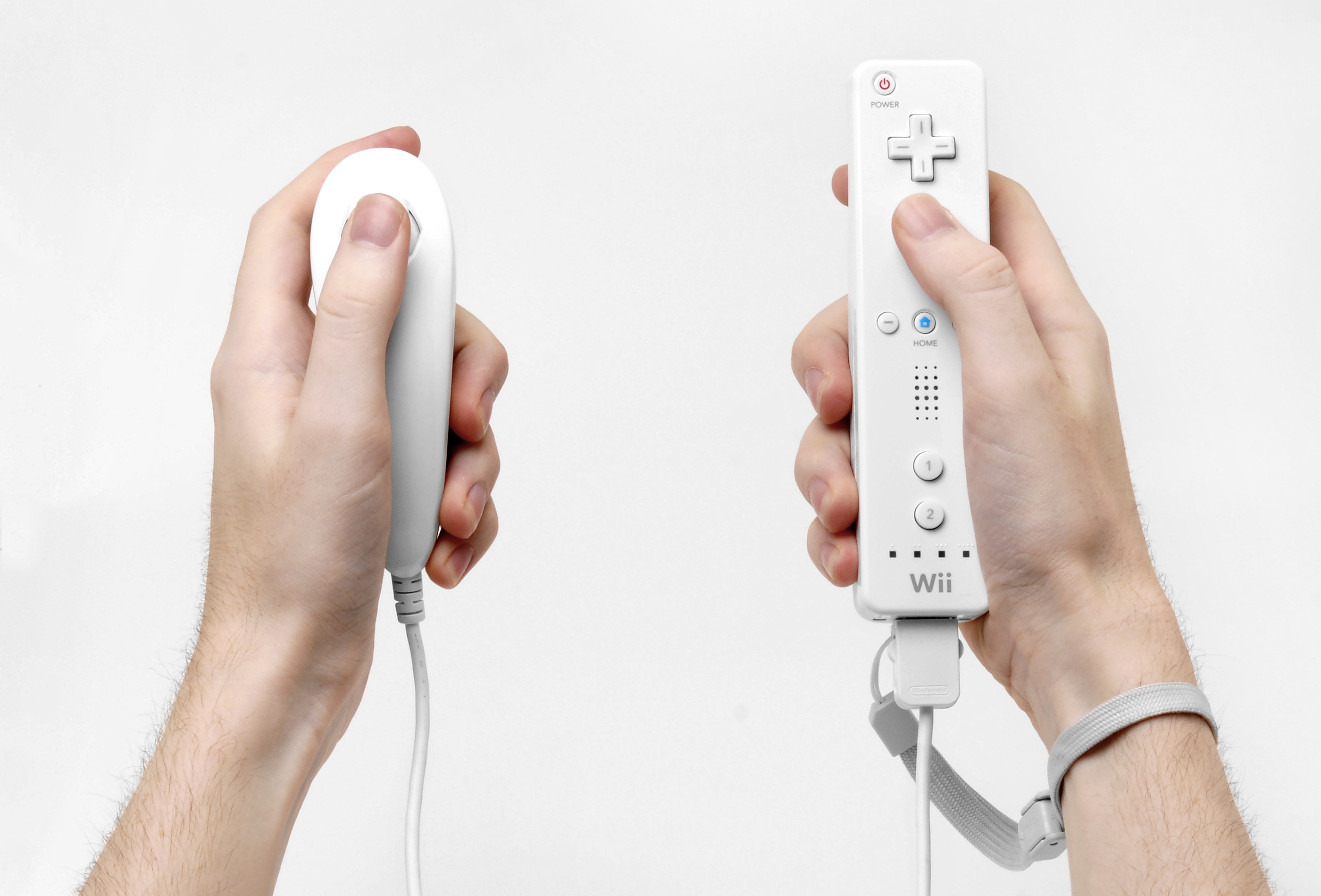
Wii Remote a Nunchuck